# Old Friends Quartet
Het Old Friends Quartet was een Amerikaans southern gospel-kwartet.

## Muzikale carrière
Nadat leadzanger Glen Payne in 1999 was overleden, hield het Cathedral Quartet op te bestaan. Oud-Cathedralleden George Younce en zijn schoonzoon Ernie Haase richtten met hulp van Bill Gaither in 2000 het Old Friends Quartet op. Wesley Pritchard en Jake Hess, die beiden hun sporen hadden verdiend in de gospelmuziek, maakten het kwartet compleet. Het kwartet trad onder meer op bij de Gaither Homecoming-concerten. Voor hun dvd Encore, waaraan onder anderen Aaron Wilburn, The Tally Trio en de Gaither Vocal Band meewerkten, won de groep in 2002 een prijs van de Southern Gospel Music Association.
Vanwege gezondheidsproblemen moesten Younce en Hess een aantal keren vervangen worden; Younce door Mike Allen en Christian Davis en Hess door Ben Speer. Haase was inmiddels zijn eigen groep Ernie Haase & Signature Sound begonnen. Het Old Friends Quartet werd daarom al na een aantal jaren opgeheven. Hess overleed in 2004 en Younce in 2005.

## Discografie
- Encore (2001)
- Encore (2002) (dvd)
- Feelin' Fine (2003)